# Крайні точки Чехії
Це список крайніх географічних точок Чехії

## Координати
- Північ: 51°2′6″ пн. ш. 14°18′56″ сх. д. / 51.03500° пн. ш. 14.31556° сх. д.
Северні, село в Устецькому краю, на кордоні з Німеччиною,
- Південь: 48°33′9″ пн. ш. 14°19′59″ сх. д. / 48.55250° пн. ш. 14.33306° сх. д.
Богемський ліс, на кордоні з Австрією,
- Захід: 50°15′7″ пн. ш. 12°5′29″ сх. д. / 50.25194° пн. ш. 12.09139° сх. д.
поблизу Красної, села у Карловарському краю, на кордоні з Німеччиною,
- Схід: 49°32′58″ пн. ш. 18°49′25″ сх. д. / 49.54944° пн. ш. 18.82361° сх. д.
поблизу Буковця, села у Мораво-Сілезькому краю, на кордоні з Польщею.

## Відносно рівня моря
- Найвища: пік Снєжка, гори Крконоше, (1602 м), 50°44′10″ пн. ш. 15°44′25″ сх. д. / 50.73611° пн. ш. 15.74028° сх. д.
- Найнижча: берег Ельби, на кордоні з Німеччиною, (115 м), 50°53′15″ пн. ш. 14°13′59″ сх. д. / 50.88750° пн. ш. 14.23306° сх. д.